# 1899 (телесериал)
«1899» (англ. 1899) — немецкий драматический телесериал с элементами мистики, ужасов и фантастики, созданный Янтье Фризе и Бараном бо Одаром. Премьера телесериала, состоящего из восьми эпизодов, состоялась на платформе Netflix 17 ноября 2022 года. В начале января 2023 года Netflix закрыл сериал после первого сезона.

## Сюжет
1899 год. Пассажиры разных национальностей и социального статуса отправляются на пароходе «Цербер» из Европы в Нью-Йорк, чтобы начать новую жизнь. Во время перехода через Атлантику они получают сигнал бедствия с корабля «Прометей», пропавшего без вести четыре месяца назад.

## В ролях

### Главные персонажи
- Эмили Бичем — Мора Франклин / Синглтон. Невролог и одна из первых женщин-врачей в Великобритании, которая на корабле «Цербер» направляется в Нью-Йорк.
- Анейрин Барнард — Дэниэл Солас, загадочный мужчина, который пробирается на борт «Цербера».
- Андреас Пичман — Эйк Ларсен, капитан корабля «Цербер».
- Мигель Бернардо — Анхель, богатый испанец, путешествующий с Рамиро.
- Жозе Пиментан — Рамиро, фальшивый священник, сопровождающий Анхеля.
- Изабелла Вей — Линь И, молодая девушка из Гонконга, путешествующая с Юк Дже.
- Габби Вонг — Юк Дже, женщина средних лет из Гонконга, путешествует вместе с Линь И.
- Янн Гаэль — Жером, французский безбилетник на корабле «Цербер».
- Матильда Олливье — Клеманс, француженка, вместе со своим мужем Люсьеном находится в свадебном путешествии.
- Йонас Блоке — Люсьен, человек из высшего общества Франции и бывший лейтенант Французского Иностранного легиона, недавно женившийся на Клеманс.
- Розали Крейг — Вирджиния Уи́лсон, общительная и богатая британка.
- Мацей Мусял[англ.] — Олек, польский кочегар на корабле «Цербер».
- Лукас Линггор Тённесен — Крестер, молодой человек со шрамом на лице. Вместе со своей датской семьей путешествует в низшем классе корабля.
- Клара Росагер — Туве, беременная девушка из религиозной датской семьи.
- Александре Виллауме — Анкер, патриарх датской семьи на борту «Цербер». Он уважает свою жену Ибен и ее глубокие религиозные убеждения. Отец Крестера, Туве и Ады.
- Мария Эрвольтер — Ибен, истинно верующая женщина из датской семьи. Она садится на борт «Цербера» в надежде основать церковь. Мать Крестера, Туве и Ады.
- Тино Мевес — Себастьян, первый помощник капитана на корабле «Цербер».
- Исаак Дентлер — Франц, член экипажа на корабле «Цербер».
- Флинн Эдвардс — Эллиот, таинственный неразговорчивый мальчик, единственный пассажир найденный на корабле «Прометей», который становится подопечным Моры на борту «Цербера».
- Антон Лессер — Генри Синглтон, британский инвестор и отец Моры.

### Второстепенные персонажи
- Вида Сьёрслев — Ада, дочь Анкера и Ибен, младшая сестра Крестера и Туве
- Александр Оуэн — Лэндон, кочегар и друг Даррела
- Бен Эшенден — Даррел, кочегар и друг Лэндона
- Ричард Хоуп — доктор Реджинальд Мюррей, британский врач
- Джошуа Джако Зееленбиндер — Ойген, офицер на корабле «Цербер»
- Никлас Майеншайн — Вильгельм, телеграфист на «Цербере»
- Йонас Альфред Биркиссон — Эйнар, пассажир третьего класса и мятежник
- Хайди Тойни — Бенте, пассажир третьего класса

### Приглашённые актёры
- Хлоя Генрих — Нина Ларсен, дочь Эйка
- Александра Готтшлих — Сара Ларсен, жена Эйка
- Каджа Чан — Мэй Мэй, подруга Линь И в Гонконге
- Мартин Грейс — Вилладс, землевладелец, на которого работала семья Анкера

## Эпизоды
| № | Название                 | Режиссёр      | Автор сценария                            | Дата премьеры  |
| --- | ------------------------ | ------------- | ----------------------------------------- | -------------- |
| 1 | «Корабль» «The Ship»     | Баран бо Одар | Янтье Фризе                               | 17 ноября 2022 |
| 19 октября 1899 года пароход «Цербер» плывет из Англии в Нью-Йорк. За четыре месяца до этого на том же маршруте бесследно исчез его корабль-близнец «Прометей». Мора и многие пассажиры первого класса на «Цербере» находятся в столовой, когда в неё врывается пассажир третьего класса Крестер, умоляя позвать врача. Франц прогоняет Крестера, но Мора спускается за Крестером на палубу третьего класса и переворачивает в утробе ребёнка Туве, у которого обвилась пуповина вокруг шеи. Люсьен и Клеманс не могут заняться сексом. У Моры появляются странные видения. Она сталкивается с капитаном «Цербера» Эйком, который предупреждает её о необходимости следовать правилам корабля. Получив сообщение с координатами, предположительно отправленное с «Прометея», Эйк меняет курс «Цербера» к недовольству многих пассажиров. «Цербер» приближается к «Прометею», который кажется заброшенным. Эйк поднимается на борт «Прометея» вместе с Морой, Рамиро, Олеком и Жеромом. Анхель проявляет интерес к Крестеру. Таинственный человек поднимается на борт «Цербера» и поселяется в каюте рядом с каютой Моры. На «Прометее» Эйк находит странную ленту для волос и обнаруживает, что телеграф уничтожен. Мора следует за жуком-скарабеем к шкафу, открывает его и обнаруживает мальчика, который даёт ей чёрный тетраэдр. |                          |               |                                           |                |
| 2 | «Мальчик» «The Boy»      | Баран бо Одар | Янтье Фризе, Дарио Мадрона Лопес Галлего  | 17 ноября 2022 |
| Эйк получает сообщение от судоходной компании, в котором всего два слова: «Потопите корабль». Мора поселяет мальчика, единственного человека, найденного на «Прометее», в своей каюте. Она обнаруживает у него кольцо и символ в виде перевернутого треугольника с горизонтальной линией за левым ухом. Таинственный человек представляется Море как Дэниел. Анхель дарит Крестеру портсигар. Жером проникает в каюту Люсьена и Клеманс и оставляет орден Почетного легиона. Эйк видит в галлюцинациях свою жену и трёх дочерей, погибших несколько лет назад во время пожара в доме; старшая дочь Нина носит ту же ленту для волос, которая была найдена на «Прометее». Он просыпается и обнаруживает, что под кроватью в его каюте появилась шахта, облицованная чёрной плиткой. Туве находит портсигар и возвращает его Анхелю; Анхель и Рамиро ссорятся на почве ревности, после чего занимаются сексом. Жером оказывается безбилетным пассажиром, и экипаж задерживает его. Мора показывает мальчику письмо с тем же символом треугольника, который изображён у него за ухом, но он молчит. Эйк к растущему неудовольствию многих пассажиров и экипажа решает отбуксировать «Прометей» обратно в Европу, поскольку на дорогу в Америку лайнеру не хватает угля. Эйк показывает Море похожее письмо, которое привело его на борт «Цербера», и он считает, что ответы находятся на «Прометее». На палубе находят труп Ады. В финальной сцене кто-то следит за обитателями корабля по мониторам. |                          |               |                                           |                |
| 3 | «Туман» «The Fog»        | Баран бо Одар | Янтье Фризе, Эмма Ко                      | 17 ноября 2022 |
| Причину смерти Ады установить не удаётся. После того как «Цербер» попадает в сильный туман, Эйк приказывает остановить корабль и ждать, пока туман рассеется. Эйк показывает Море ленту для волос и шахту в своей каюте. Они возвращаются на «Прометей» для поисков бортового журнала. После отплытия капитана старпом Себастьян открывает панель и вводит последовательность треугольников. Прячась от матери после ссоры, Линь И вспоминает о случайном убийстве своей подруги Мэй Мэй, благодаря которому она попала на борт «Цербера». Олек находит Линь И и утешает её. Не подчиняясь приказу Эйка хранить смерть Ады в тайне, Франц позволяет Туве забрать её тело. Крестер занимается с Анхелем мастурбацией. Дэниэл проникает в каюту Моры и общается с мальчиком. На «Прометее» Эйк и Мора обнаруживают ещё одну шахту с символом треугольника, который также является эмблемой судоходной компании. На «Цербере» найдены новые трупы. Эйк достаёт из печей «Прометея» список пассажиров, который он прячет от Моры. Линь И развлекает Люсьена, у которого происходит эпилептический припадок после того, как Клеманс ранее помешала ему принять лекарство. Взбешенный решением Эйка вернуться в Европу и скрыть смерть Ады, Франц вооружает пассажиров третьего класса и подбивает их к мятежу. Олек пытается предупредить Эйка, но его избивают и запирают вместе с Жеромом. Рамиро предупреждает Эйка, но обоих арестовывают мятежники во главе с Туве. Дэниэл использует устройство, напоминающее головоломку, чтобы телепортировать «Цербер». |                          |               |                                           |                |
| 4 | «Бой» «The Fight»        | Баран бо Одар | Янтье Фризе, Джером Букчан-Нельсон        | 17 ноября 2022 |
| Мятежники разворачивают «Цербер» в западном направлении. Франц заставляет Жерома и Олека выбросить трупы за борт. Себастьян убеждает Ибен, что мальчик виноват в гибели людей, и она берёт на себя командование мятежниками и приказывает обыскать каюты. Люсьен находит в ящике медаль и нападает на Клеманс, но извиняется и уходит. Эйк и Рамиро сбегают из плена. Ибен проводит обыск в комнате Моры, но мальчик исчез. Мора обнаруживает, что под её кроватью появилась шахта, в которой прячется мальчик. Мальчик использует скарабея, чтобы безопасно привести Мору по кораблю. Олек устраивает отвлекающий маневр, позволяя Жерому сбежать. Крестер плюет в лицо Анхелю на глазах у Ибен, но Ибен говорит сыну, что хотела бы, чтобы Бог забрал его, а не Аду. Жером встречает Клеманс, и они вдвоем находят Эйка и Рамиро, к которым позже присоединяются Мора и мальчик. Вшестером они пытаются спустить на воду шлюпку и плыть на «Прометей», но их обнаруживают мятежники. Мальчик сдаётся, Жером пытается вмешаться, и в него стреляют. Во флэшбэках показана служба Жерома и Люсьена во французском Иностранном легионе. Жером не соглашается с предложением Люсьена дезертировать, после чего Люсьен запирает Жерома в клетке, крадёт форму погибшего офицера и оставляет медаль Жерому. На «Цербере» Эйк и Жером объединяют своих сторонников, выступающих против мятежников. Схватка на палубе заканчивается тем, что Ибен выбрасывает мальчика за борт, прежде чем Мора успевает до него добраться. Эйк подаёт сигнал к отступлению. Он предъявляет Море найденный в бортовом журнале список пассажиров «Прометея», в котором указано её имя. Мальчик к шоку присутствующих вновь появляется на «Цербере». |                          |               |                                           |                |
| 5 | «Зов» «The Calling»      | Баран бо Одар | Янтье Фризе, Джулиана Лима Дене           | 17 ноября 2022 |
| Туве, недовольная действиями Ибен и Крестера, переходит на сторону лоялистов. Испугавшись мальчика, лоялисты запирают его в шкафу. Мору пытается освободить его, в неё стреляют, но время внезапно замирает, и мальчик уводит её из столовой. Когда течение времени возобновляется, таинственный тикающий звук заставляет большинство пассажиров корабля, включая Юк Дже и Крестера, войти в состояние транса и выброситься за борт. Мальчик пишет Море загадочную записку со словами «они подслушивают», и шепотом предлагает ей поговорить с «Творцом». Используя жука, чтобы открыть портал в шахте, мальчик приводит Мору в заброшенную психиатрическую лечебницу. Дэниел следует за ними и обещает мальчику, что «Он» его не найдет. На «Цербер» приходит второй приказ «потопить корабль». В психбольнице Мора встречает своего отца Генри. Она спрашивает его о своем брате Киране, но получает инъекцию чёрного вещества и снова просыпается в каюте на «Цербере». Мора рассказывает Эйку, что её отец — владелец судоходной компании. Она использует жука, чтобы открыть проход в шахте в комнате Эйка, который приводит их в сгоревший дом Эйка. Дэниел с помощью устройства отключает тикающий звук, и выжившие собираются на палубе. |                          |               |                                           |                |
| 6 | «Пирамида» «The Pyramid» | Баран бо Одар | Янтье Фризе, Эмиль Эмиль Нюгор Альбертсен | 17 ноября 2022 |
| Выжившие отправляются на различные задания: Мора и Эйк ищут мальчика; Рамиро и Анкер остаются на капитанском мостике с Себастьяном; Анхель, Жером, Люсьен, Олек, Линь И и Франц отправляются в машинное отделение, чтобы запустить двигатели; Вирджиния, Клеманс, Туве и Ибен ищут выживших. На корабле начинает появляться и разрастаться чёрная металлическая субстанция. У Туве возникают галлюцинации с участием Крестера и Ады; она вспоминает, как её изнасиловал помещик, сына которого Крестер лишил невинности, и как она убила помещика. Олек и Линь И впервые целуются. Мора и Эйк возвращаются в психиатрическую больницу; они обнаруживают, что её стены похожи на корпус корабля. Вирджиния прикасается к субстанции, и она расползается по её руке. Себастьян телепортируется с корабля и встречается с Генри, который велит ему найти мальчика. Двигатели запущены. Дэниел следует за Морой и Эйком; Эйк и Дэниел устраивают драку, и Дэниел телепортирует противника с помощью устройства. Дэниел говорит Море, что они поженились 12 лет назад и что в их мире нет ничего реального; Мора запирает его в комнате и забирает устройство. Очнувшись, Эйк обнаруживает себя на «Прометее», окруженном такими же заброшенными кораблями. |                          |               |                                           |                |
| 7 | «Шторм» «The Storm»      | Баран бо Одар | Янтье Фризе                               | 17 ноября 2022 |
| «Цербер» попадает в шторм. Выжившие пассажиры собираются на мостике и направляются в машинное отделение, чтобы обратиться к экипажу за помощью в управлении кораблём. На полпути Ибен отказывается следовать за остальными выжившими, и Анкер остается с ней. Олек и Линь И отправляются на мостик к штурвалу. Франц и Туве начинают задраивать переборки. Дэниел вскрывает обшивку и пробирается через несколько порталов, ведущих в различные места. Мора спускается через шахту в комнате Дэниела и оказывается в заброшенном доме; во флэшбэках показана её жизнь с Дэниелом и их фотографии с мальчиком. Дэниел находит мальчика в детской комнате и обещает помочь Море вспомнить, чтобы она раз и навсегда разорвала петлю; мальчик даёт ему обручальное кольцо. Дэниел находит Мору и сообщает ей, что мальчик — их сын, которого зовут Эллиот. Он также говорит ей, что они находятся в симуляции, и что нужно остановить перезагрузку с помощью кода отмены. Мора достаёт ключ из своего медальона. Люсьен теряет сознание в результате припадка; Клеманс и Жером приносят его в каюту, но Люсьен умирает до того, как ему успевают дать лекарство. Линь И видит на палубе призрак Юк Дже и бросается к ней; Олек спасает её, но волна смывает его за борт. Анхель погребён под обломками и умирает на руках у Рамиро. Франц жертвует собой, чтобы спасти Туве. Ибен и Анкер тонут вместе. Себастьян приводит Эллиота к Генри, и Генри по внутренней связи требует у Моры ключ в обмен на её сына. Симуляция заканчивается, и «Цербер» переносится в море кораблей, где пассажиры находят Эйка. |                          |               |                                           |                |
| 8 | «Ключ» «The Key»         | Баран бо Одар | Янтье Фризе                               | 17 ноября 2022 |
| Мора, Эйк, Жером, Клеманс, Рамиро, Туве, Линь И и Вирджиния понимают, что все они получили письма, которые привели их на борт «Цербера». Мора объясняет, что они находятся в симуляции, созданной её отцом, но никто, кроме Эйка, не верит ей. Мора проводит Эйка через шахту в каюте Дэниела в зал, где видит фотографии из жизни своей семьи, о которой она ничего не помнит. Мора и Эйк ломают стену и входят в серию порталов. Генри шприцем вводит Эллиоту белое вещество, и тот вспоминает, как Мора вводила ему чёрное вещество, хотя Дэниел просит «отпустить его». Дэниел взламывает симуляцию, изменяя её архитектуру и вызывая многочисленные сбои. Остальные выжившие спасаются от быстро распространяющейся чёрной субстанции в корабле, телепортируясь в прошлое друг друга, а затем снова оказываются на корабле. Мора и Эйк сталкиваются с Себастьяном в психиатрической больнице. Себастьян использует консоль, чтобы обездвижить Эйка, после чего приводит Мору к Генри и передаёт ему ключ. Генри говорит Море, что она — Создатель, которая организовала симуляцию вместе со своим мужем. Генри вставляет ключ в тетраэдр, но Дэниел сделал их бесполезными, изменив код. Симуляция заканчивается. Мора и Дэниел встречаются в детской комнате Эллиота, и Дэниэл сообщает, что Киран захватил управление программой. Дэниел заявляет, что Мора должна проснуться и остановить брата, обещая, что он «всегда будет рядом». Мора просыпается на звездолете «Прометей» в окружении пассажиров «Цербера», находящихся в капсулах в состоянии анабиоза. На компьютерном терминале она видит дату — 19 октября 2099 года, после чего получает сообщение от Кирана «Добро пожаловать в реальность».             |                          |               |                                           |                |

## Производство

### Разработка
В ноябре 2018 года было объявлено, что создатели сериала «Тьма» Янтье Фризе и Баран бо Одар разрабатывают для Netflix новый сериал. 31 июля 2020 года Баран бо Одар сообщил в своем Instagram, что Янтье Фризе завершила сценарий пилотного эпизода. В интервью веб-сайту Deadline Hollywood Фризе призналась, что на идею создания сериала повлиял европейский миграционный кризис и брексит.

### Подбор актёров
16 декабря 2020 года было объявлено, что одну из главных ролей в сериале сыграет Эмили Бичем. 2 мая 2021 года стало известно, что в актёрский состав вошли Анейрин Барнард, Андреас Пичман, Мигель Бернардо, Мацей Мусял, Антон Лессер, Лукас Линггор Тённесен, Розали Крейг, Клара Розагер, Мария Эрвольтер, Янн Гаэль, Матильда Олливье, Жозе Пиментан, Изабелла Вей, Габби Вонг, Йонас Блоке, Флин Эдвардс и Александре Виллауме, причём каждый из их персонажей в сериале будет говорить на родном языке актёра.
У создателей были намерения снять ещё два сезона, однако в начале января 2023 года Netflix отменил сериал после первого сезона.

### Съёмки
Съёмки изначально планировалось начать 1 февраля 2021 года, но в результате они начались только 3 мая 2021 года в Бабельсберге в «виртуальной студии» с использованием технологии LED-Volume на основе игрового движка Unreal Engine, что позволило создавать локации, декорации и сложные визуальные эффекты. Ранее подобная техника съёмки использовалась в сериале «Мандалорец». Также съёмки прошли в Лондоне. Съёмочный процесс завершился в ноябре 2021 года.

### Премьера
Премьерный показ двух первых эпизодов состоялся на кинофестивале в Торонто 12 сентября 2022 года. Мировая премьера состоялась на платформе Netflix 17 ноября 2022 года.

## Восприятие
На сайте-агрегаторе Rotten Tomatoes телесериал имеет рейтинг 77 % на основании 44 рецензий критиков со средней оценкой 6,1 балла из 10 возможных. На сайте-агрегаторе Metacritic телесериал имеет рейтинг 69 баллов из 100 возможных на основании 11 рецензий критиков, что означает «в целом положительные отзывы».